# Promoniliformis ovocristatus
Promoniliformis su rod parazitskih crva porodice Moniliformidae, koljeno Acanthocephala. Sastoji se od samo jedne vrste, Promoniliformis ovocristatus (Linstow, 1897).